# Pulsoksymetr

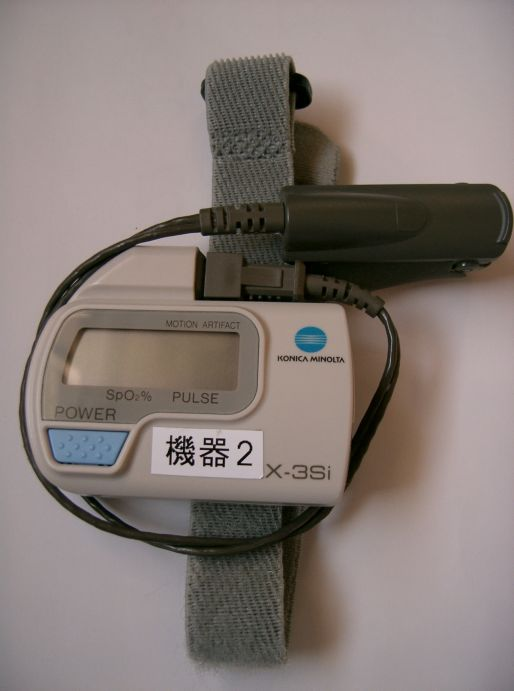
Pulsoksymetr nadgarstkowy z czujnikiem napalcowym

Pulsoksymetr – urządzenie elektroniczne służące do nieinwazyjnego pomiaru tętna i saturacji (wysycenia krwi tlenem), a w niektórych urządzeniach także innych parametrów, wykorzystujące pomiar pochłaniania światła przez tkanki. Technika jest zwana pulsoksymetrią.

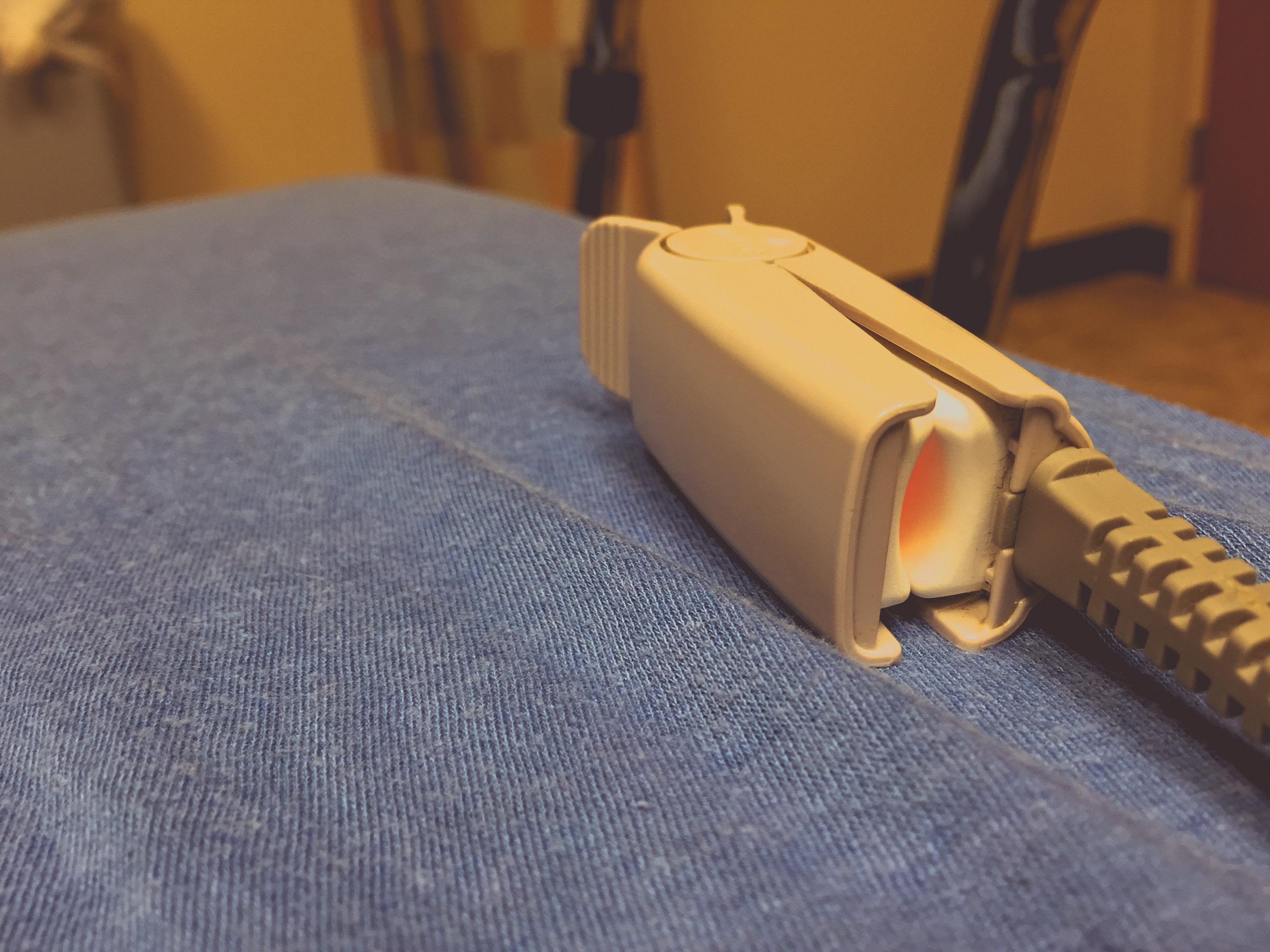
Czujnik napalcowy pulsoksymetru szpitalnego

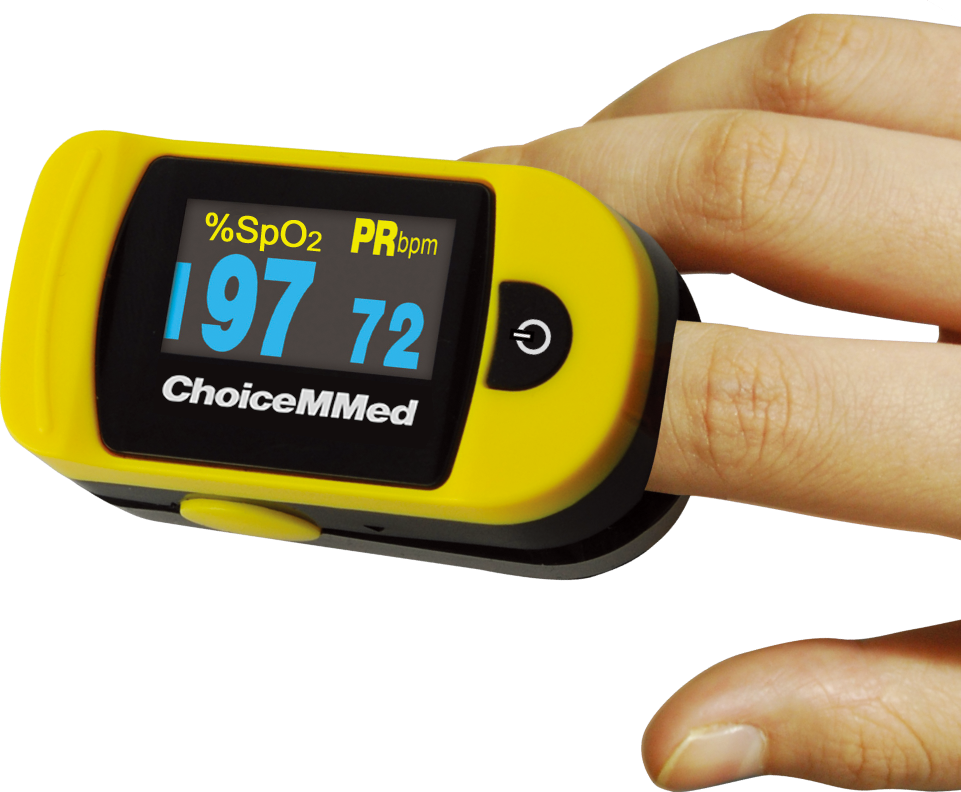
Pulsoksymetr domowy

## Zastosowanie
Zazwyczaj pulsoksymetr mierzy trzy parametry:
- saturację (%SpO2), tj. wysycenie tlenem krwi, określając procentowo ilość hemoglobiny związanej z tlenem w krwi tętniczej (pulsacyjnej)
- perfuzję (PI%), która określa stosunek przepływu krwi pulsacyjnej, do krwi statycznej – żylnej, tkankowej, pomiar jest orientacyjny i pozwala na określenie, czy dane miejsce pomiarowe (palec) nadaje się do określenia saturacji i tętna; prawidłowe wartości mieszczą się w zakresie 0,4–20%.
- tętno (PR bpm) – liczbę uderzeń serca na minutę[2][3]

Pulsoksymetry stosowane są w opiece medycznej oraz w domowym monitorowaniu stanu zdrowia osób z chorobami układu oddechowego (astma, POChP) lub układu krążenia.

## Rodzaje
Pulsoksymetry profesjonalne umożliwiają badanie stopnia natlenienia krwi nie tylko z palca, ale także z płatka ucha; mają więcej funkcji, jak również pozwalają na pomiar większej liczby parametrów. Znajdują zastosowanie głównie w szpitalach: na oddziałach ratunkowych, intensywnej terapii, neonatologii, na salach operacyjnych oraz w karetkach pogotowia. Umożliwiają monitorowanie stanu pacjenta w przypadku trudności z oddychaniem oraz podczas i po zakończeniu znieczulenia ogólnego.
Czujniki pulsoksymetrów są umieszczane w zegarkach, smartwatchach i opaskach fitnesowych. Współpracują one z aplikacjami w smartfonach. Mierzą one światło rozproszone w nadgarstku.

## Zasada działania
Hemoglobina jest głównym absorbentem światła w tkankach w obszarach czerwieni i bliskiej podczerwieni, a w pewnych zakresach długości fali świetlnej pochłanianie jest różne dla hemoglobiny utlenowanej i odtlenowanej. Pulsoksymetria do wyodrębnienia pochłaniania światła przez krew tętniczą w naczyniach włosowatych i określenia jej utlenienia wykorzystuje pomiar wzrostu absorpcji światła w wyniku skurczowego wzrostu objętości krwi tętniczej. W dostępnych na rynku pulsoksymetrach wybierane są dwie długości fal z zakresu czerwieni i podczerwieni, dla których różnica w absorpcji światła pomiędzy obiema długościami fal jest stosunkowo duża. Przyrząd oświetla badane ciało naprzemiennie z dużą częstotliwością oboma falami. Światło po przejściu (albo rozproszeniu) przez tkankę pada na fotodiodę. Rejestrowany jest przebieg czasowy obu krzywych pochłaniania. Z przebiegu wyodrębnia się odcinek między maksimami, odpowiadający jednemu uderzeniu serca. Parametry przebiegu (amplitudę) porównuje się z danymi w tabeli referencyjnej, określając stopień nasycenia hemoglobiny tlenem (SpO2).

## Sposób użycia
Czujnik pulsoksymetru zakłada się zazwyczaj na palec u ręki. Niektóre rodzaje zakłada się na przegrodę nosową, palec u nogi, płatek ucha, a u noworodków na stopę lub nadgarstek. Wynik odczytuje się po około minucie pomiaru i jest na bieżąco zmieniany.
Jeżeli pulsoksymetr posiada wskaźnik indeksu perfuzji (PI) i wskazuje on mniej niż 0,4%, pomiar może być niedokładny. W takiej sytuacji należy zmienić palec.
Prawidłowy poziom saturacji tlenem wynosi od 95 do 99% i zależy od wieku. Pulsyksometry są kalibrowane do pracy na podstawie badań na ochotnikach dla saturacji w zakresie od 80% do 100%, wartości mniejsze są ekstrapolowane. Dokładność pomiaru jest mniejsza w przypadku podwyższonych poziomów karboksyhemoglobiny, methemoglobiny lub bilirubiny, a błąd pomiaru jest większy przy mniejszej saturacji (do 5%). Błękit metylenowy obniża poziom mierzonej saturacji, podobnie jak ciemne lakiery do paznokci.